# 9387 Tweedledee
A 9387 Tweedledee (ideiglenes jelöléssel 1994 CA) egy kisbolygó a Naprendszerben. Hitoshi Shiozawa és Urata Takesi fedezte fel 1994. február 2-án.